# Prethopalpus framenaui
Espèce
Prethopalpus framenaui est une espèce d'araignées aranéomorphes de la famille des Oonopidae.

## Distribution
Cette espèce est endémique du Goldfields-Esperance en Australie-Occidentale. Elle se rencontre dans des grottes à Nambi.

## Description
Le mâle holotype mesure 1,22 mm et la femelle paratype 1,35 mm. Cette espèce est anophtalme par adaptation à la vie troglobie.

## Étymologie
Cette espèce est nommée en l'honneur de Volker W. Framenau.

## Publication originale
- Baehr, Harvey, Burger & Thoma, 2012 : The new Australasian goblin spider genus Prethopalpus (Araneae, Oonopidae). Bulletin of the American Museum of Natural History, no 369, p. 1-113 (texte intégral).